# Лінивка-коротун бура
Лінивка-коротун бура (Nonnula brunnea) — вид дятлоподібних птахів родини лінивкових (Bucconidae).

## Поширення
Вид поширений в західній частині Південної Америки. Трапляється в Колумбії, Еквадорі та Перу на східних схилах Анд і верхів'їв басейну Амазонки. Природним середовищем існування є субтропічні та тропічні вологі низинні ліси.